# Horsfieldia polyspherula
Horsfieldia polyspherula là một loài thực vật có hoa trong họ Myristicaceae. Loài này được (Hook.f. ex King) J.Sinclair mô tả khoa học đầu tiên năm 1958.